# Cirrus

ロゴタイプ

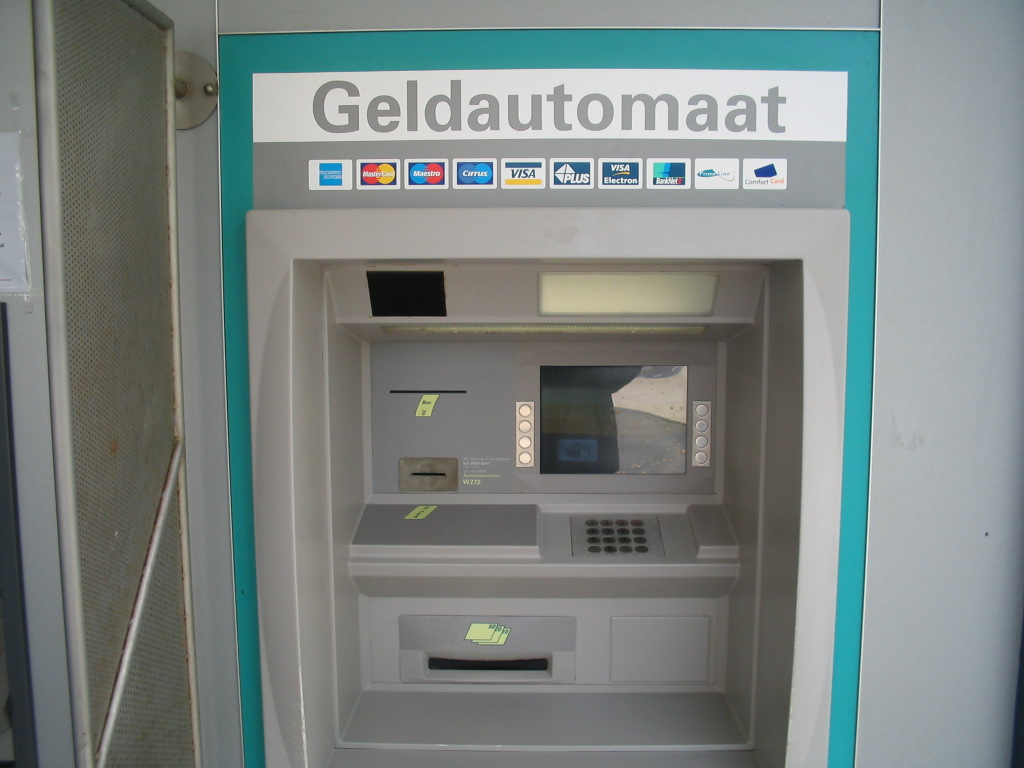
オランダのATM

Cirrus（シーラス）とは、マスターカードが中心となって運営しており、VISA陣営のPLUSと並ぶ世界的な銀行のオンラインシステムである。

## 概要
マスターカード、Maestro、ダイナースクラブ、JCBなどのクレジットカードまたはデビットカードやプリペイドカード、Cirrusのロゴが入った主要銀行が発行したATMカードが93カ国以上、100万箇所以上のATMで利用できるようにネットワークされている。国際キャッシュカード共通の問題点だが、一部の発展途上国など回線状態の悪い地域では必ずしも常時利用できるとは限らない。
MaestroはCirrusのネットワークに基本的にリンクしている。海外のATMやゆうちょ銀行のATMなどではよくマスターカード、Maestro、Cirrusの3つの色違いの似たロゴマークが掲示されている。カナダやアメリカのATMではローカルな銀行間のネットワークと一緒にCirrusのネットワークも利用されている。多くの場合、PLUSとCirrusは両方とも同一のATMで利用できる。日本ではキャッシュカードの磁気ストライプの規格が諸外国と異なることからPLUSなどを含めた国際ネットワークが扱われている金融機関の数が限られている。
2007年（平成19年）7月11日よりセブン銀行のATMでも利用できるようになり、ゆうちょ銀行のATMなどと合わせれば利用箇所が増加した。訪日する海外発行のCirrusやMaestroのATMカードを持つ人たちにとっては若干改善される。
なおセブン銀行のATMでのCirrusの取り扱いについては、2009年（平成21年）12月14日より2010年（平成22年）8月23日まで停止されていた。マスターカード側の手数料体系改正により、採算性の問題で一時撤退していたものである。さらに2013年（平成25年）4月19日から2014年（平成26年）1月9日までの間も同様の理由で停止していた。
インドやバングラデシュでは、Cirrusネットワークが、国際的なネットワークだけでなくローカルな銀行間のネットワークとしても用いられている。
2020年以降、JCBとCirrusとの提携終了により、同年以降発行されるJCBカードからはCirrusのロゴが削除されている。ただし、既存のCirrusのロゴが入ったカードは、有効期限までCirrusのATMを利用することは可能である。